# Filip z Fiesole

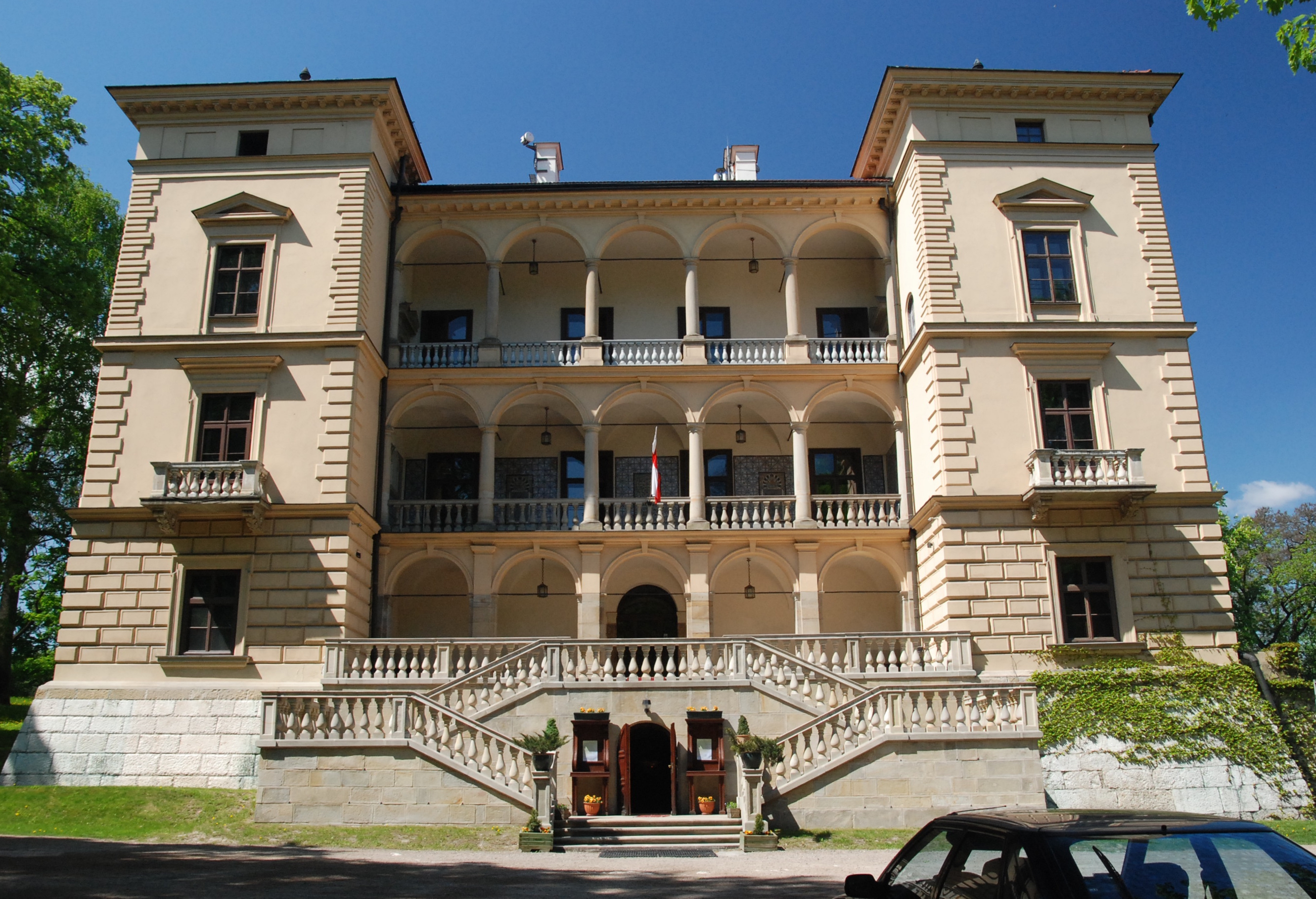
Willa Decjusza, którą wzniósł Filip z Fiesole ze wspólnikami. Stan współczesny.

Filip z Fiesole, Fillipo da Fiesole (zm. w 1540 w Krakowie) – włoski budowniczy, architekt i rzeźbiarz, czynny w Polsce w I poł. XVI w.
W Polsce mieszkał prawdopodobnie od roku 1517. W latach 1519–1521 oraz 1524–1529 współpracownik Bartolommeo Berrecciego, zatrudniony przy budowie Kaplicy Zygmuntowskiej na Wawelu, gdzie prawdopodobnie był autorem kilku posągów. W 1531 założył wraz z Bernardinusem de Gianottis oraz Giovannim Cini zespół zajmujący się budownictwem i rzeźbiarstwem. W tymże roku wspólnicy zostali zaangażowani do przeprowadzenia odbudowy katedry płockiej, którą ukończyli w 1534. Nie wcześniej niż w 1533 wznieśli Willę Decjusza w Woli Justowskiej koło Krakowa, a w 1535 zaczęli przebudowę krakowskiej kamienicy przy ul. Kanoniczej 12, prowadząc tam prace do 1540. Budowle te zachowały się do czasów współczesnych, jednak poza Kaplicą Zygmuntowską zostały w późniejszych wiekach w dużym stopniu przebudowane. Filip wraz z Gianottisem oraz Cini byli także autorami licznych nagrobków, nie wiadomo jednak które z nich są dziełem samego Filipa. 
Filip od roku 1533 miał obywatelstwo miejskie Krakowa. Był ojcem Franciszka.  